# Хельга Андерс
Хельга Шерц, у шлюбі Андерс (нім. Helga Anders, англ. Schertz; 11 січня 1948, Інсбрук, Тіроль, Австрія — 30 березня 1986, Хар, Баварія, Німеччина) — австрійська акторка кіно, театру та озвучення. У 1962—1986 роках Андерс зіграла у 65-ти фільмах і телесеріалах.

## Біографія
Хельга Андерс народилася 11 січня 1948 року в Інсбруку (земля Тіроль, Австрія) в сім'ї австрійця і німкені. Батьки розлучилися, коли вона була дитиною. Виросла в Рупольдінгу (земля Баварія, Німеччина) та Білефельді (земля Північний Рейн — Вестфалія, Німеччина).
Почала кар'єру театральної акторки в 1956 році. У 1962—1986 роках Андерс зіграла у 65-ти фільмах і телесеріалах. У 1967 році вона стала лауреаткою премії «Deutscher Filmpreis» в номінації "Краще виконання молодою акторкою за роль" Анджели у фільмі «Дівчата, Дівчата».
У 1968—1974 року була одружена з актором Робертом Фріцом (нар.1936). У цьому шлюбі народила єдину дитину — доньку Тетяну Леслі Фріц.
38-річна Хельга Андерс померла 30 березня 1986 року в Харі (земля Баварія, Німеччина) від серцевої недостатності, викликаної роками алкоголізму і наркоманії.